# Daniel Rabel
Pour les articles homonymes, voir Rabel.
Daniel Rabel né à Paris en 1578, mort et enterré à Paris, sans descendance, le 3 janvier 1637, est un peintre, graveur, miniaturiste, décorateur et botaniste français.

## Biographie
Fils de Jean Rabel, Daniel Rabel peint des portraits en miniature, des fleurs, des oiseaux, des papillons.
Parmi les objets du trésor de Saint-Denis, il enlumine la Bible et édite un livre sur les armoiries d’Allemagne. Il travaille beaucoup, comme son père, pour l’astronome Nicolas de Peiresc, élève de Galilée. C’est peut-être lui qui grave la première carte de la lune, l’année d’avant sa mort.
En 1633, le savant Peiresc correspond avec un Rabel et lui demande d’exécuter des dessins d’après des vases antiques possédés par des particuliers. Les minutes de ces lettres, datées des 21 mars, 4 avril, 12 juin, 16 juillet 1633, sont conservées dans la riche bibliothèque de Carpentras, elles ne mentionnent aucune adresse.
En 1612, il est peintre du duc de Nevers Charles de Gonzague. En 1618, il s’installe à Saint-Germain-des-Prés, où il peint Suite de fleurs (1624, Cabinet des estampes de la BNF) et Ballet de la douairière de Bilbao (Louvre).
Il peint également des paysages à l’huile, ainsi que des sujets de chasse.
Il va à Paris pour Louis XIII qui lui commande le portrait de sa fiancée Anne d’Autriche, et le nomme ingénieur du Roi en 1625.
En 1631 et 1632, il est le premier peintre employé par Gaston d'Orléans, troisième fils d’Henri IV.
De 1617 à sa mort, il est dessinateur de théâtre et de ballet de cour. L'histoire du costume de ballet mentionne les costumes qu'il réalisa pour Les Fées de la forêt de Saint-Germain, ainsi que pour le Grand Bal de la douairière de Billebahaut (Bilbao) 1626. Sa veuve, Anthoinette Guibourg, épousera d'ailleurs Jacques de Belleville, maître des ballets du roi et ami de la famille. Il exerça une influence sur Inigo Jones ainsi que sur d'autres artistes des cours européennes de l'époque .

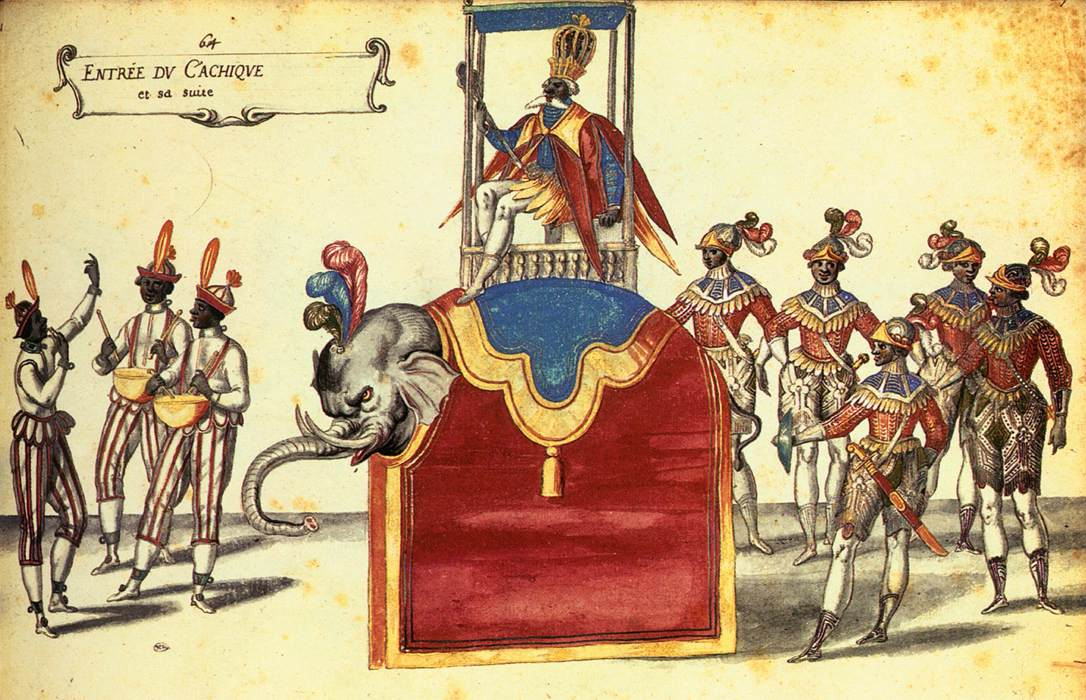
Grand Bal de la douairière de Billebahaut (1626).

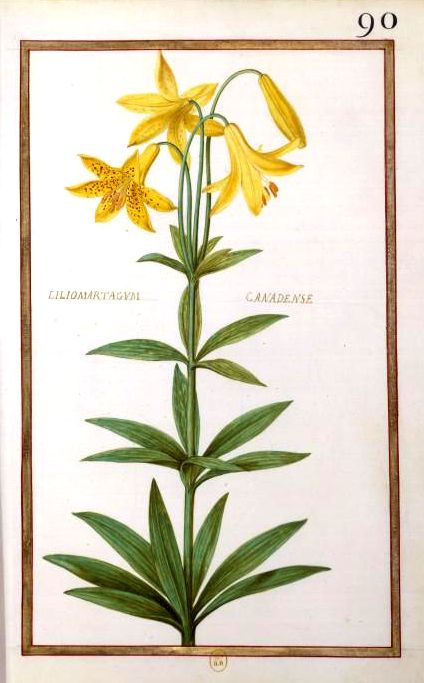
Dessin botanique de 1624.

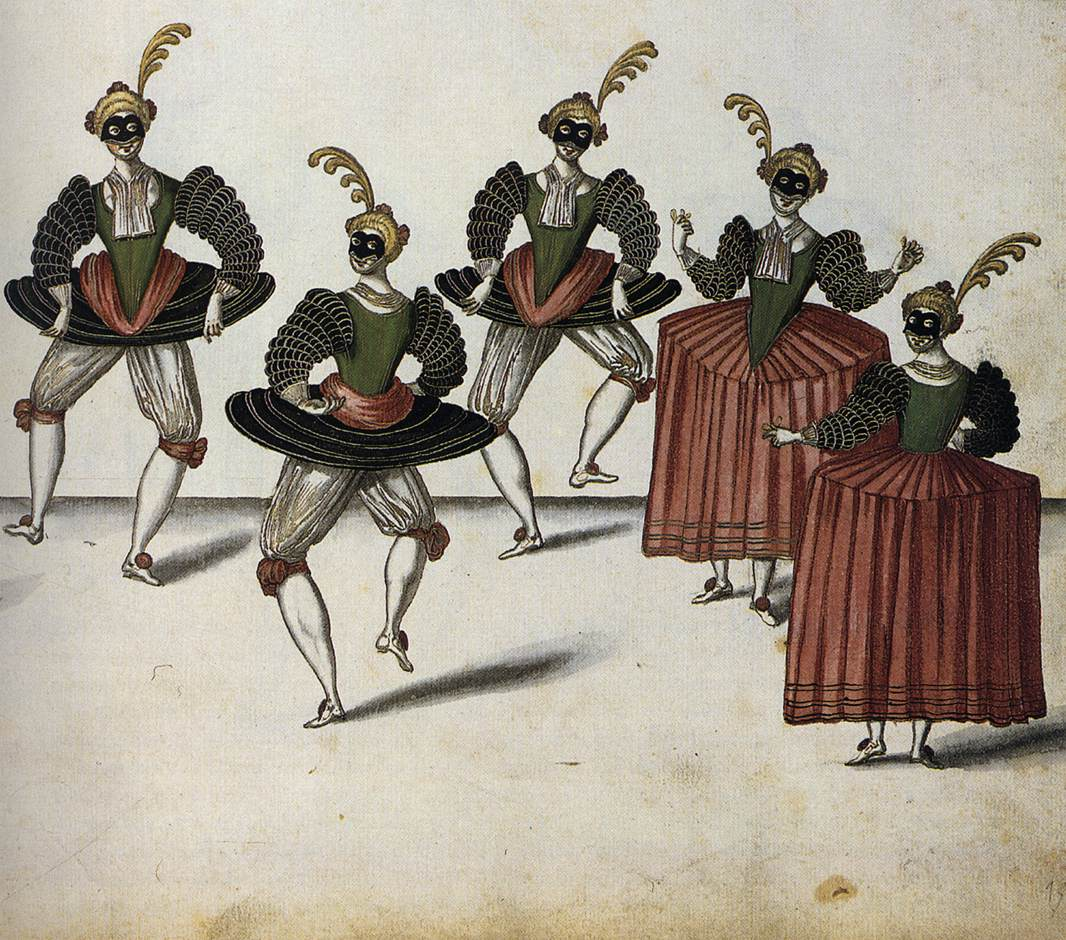
Ballet des fées des forêts de Saint-Germain - Entrée des Esperlucates (1625).

Prince de l’art botanique, exilé par Mazarin à Blois, Rabel se consacre aussi à l'étude des étoiles.
Il est le fondateur du premier jardin botanique de province et importe, par l’entremise de son médecin Brunyer, de nombreuses espèces des Antilles.
Ses descendants semblent avoir continué de vivre à Blois, où un Kléber Rabel figure sur le monument aux morts de 1914 ; son frère vivait encore en 1962.
La Bibliothèque nationale de France détient l’original des planches qui viennent d’être éditées : Daniel Rabel : « Recueil de cent fleurs et insectes » (édition Anthèse reprise par Claude Draeger, 1991) ; carton pour le ballet royal : Daniel Rabel, Esquisse pour un opéra du grand bal de la Douairière de Billebahaut : musique de l'Amérique (Bibliothèque nationale de France, Cabinet des Estampes).